# What a Feelin'
What a Feelin' è un album di Irene Cara pubblicato nel 1983.

## Descrizione
Rilasciato il 2 novembre 1983, a differenza del suo album di esordio maggiormente orientato verso l' R & B, è dominato da un sound dance-pop ed Euro disco prodotto da Giorgio Moroder e James Newton Howard. Molte delle canzoni sono state scritte dalla stessa Cara, Pete Bellotte, Richie Zito ed Eddie Brown.
Sebbene l'album sia stato un buon successo di vendite divenendo il più venduto per la cantante, ha faticato a rimanere nella classifica Billboard, non riuscendo ad andare oltre la settantasettesima posizione. Il critico musicale William Ruhlmann ne ha attribuito la causa al fatto che l'album fu rilasciato alla fine del 1983, quando ormai la stragrande maggioranza del pubblico aveva già acquistato il singolo Flashdance ... What a Feeling, pubblicato nell'aprile precedente ed incluso anche nella colonna sonora del film e che nessun altro singolo estratto dall'album ebbe un successo tale da spingere l'album nei piani alti della classifica.

## Singoli
Dall'album furono estratti i singoli Flashdance... What a Feeling (la sua unica numero uno negli Stati Uniti), The Dream (Hold On to Your Dream) (numero 37 negli Stati Uniti), Why Me? (numero 13 negli Stati Uniti), You Were Made for Me (numero 78 negli Stati Uniti) e Breakdance (numero otto negli Stati Uniti, il suo terzo e ultimo singolo nella top 10).
L'album fu stampato in LP, Musicassetta ed in una rara versione in CD. Nel 1997 fu ristampato in CD con l'aggiunta di quattro bonus track ed una diversa disposizione delle tracce. Nonostante siano indicati come Radio Edit, i brani Flashdance... What a Feeling e Breakdance hanno la stessa durata della versione 1983. È questa la versione che è stata pubblicata anche in versione digitale e per le piattaforme streaming.

## Tracce LP 1983
1. Why Me?
2. Breakdance
3. You Took My Life Away
4. Receiving
5. Keep On
6. The Dream (Hold on to Your Dream)
7. Flashdance... What a Feeling
8. Romance '83
9. Cue Me Up
10. Talk Too Much
11. You Were Made for Me

## Tracce Ristampa CD 1997 e versione digitale
1. Flashdance... What a Feeling (Radio Edit)
2. Why Me? (12" Mix)
3. Breakdance (Radio Edit)
4. The Dream (Hold on to Your Dream)
5. You Took My Life Away
6. Keep On
7. Romance '83
8. Cue Me Up
9. Receiving
10. You Were Made for Me
11. Talk Too Much
12. Breakdance (Extended Remix)
13. The Dream (Hold on to Your Dream) (Dance Remix)
14. Flashdance... What a Feeling (Extended Remix)
15. Flashdance... What a Feeling (Instrumental)